# エマ・ステビンス
エマ・ステビンス（Emma Stebbins、1815年9月1日 - 1882年10月25日）はアメリカ合衆国の彫刻家である。ニューヨーク、セントラル・パークの「ベテスダの泉」の像「Angel of the Waters」をデザインしたことで知られている。

## 略歴
ニューヨークの裕福な銀行家の家の9人兄弟の6番目の子供に生まれた。兄にニューヨークの証券取引所の所長を務め、後に下院議員になるヘンリー・G・ステビンス(Henry G. Stebbins: 1811-1881)がいる。美術の才能を示し、はじめ画家として働き、肖像画などを描き、1842年にナショナル・アカデミー・オブ・デザインの準会員の候補になり、1847年にペンシルベニア美術アカデミーの展覧会に作品を出展した。
1857年に兄が支援してローマに留学した。ローマでは1852年からアメリカ人女性ハリエット・ホズマーが彫刻を学んでいた。ステビンスもウェールズ出身の彫刻家ジョン・ギブソン(John Gibson: 1790-1866)とアメリカ出身の彫刻家、ベンジャミン・ポール・エイカーズ(Benjamin Paul Akers: 1825-1861)から彫刻を学び
、元女優のシャーロット・クッシュマン(Charlotte Cushman:1816-1876)と親しくなった。エマ・ステビンスはクッシュマンの胸像を制作し、クッシュマンとナポリを旅した。1869年にクッシュマンが癌にかかると、亡くなるまでの2年間ステビンスはクッシュマンの世話をして、没後、伝記を執筆した。
彫刻家としてのステビンスの作品として最も知られているのは、ニューヨーク、セントラル・パークの噴水「ベテスダの泉」(Bethesda Terrace and Fountain)の彫像で、噴水の工事は南北戦争中の1861年から始まり、1867年頃彫像は鋳造され、1873年に噴水全体は完成した。兄のヘンリー・G・ステビンスがセントラル・パークの委員会の委員であったため、「縁故主義」の批判を受けることになったが、エマ・ステビンスはニューヨークの公共的な仕事を委託された最初の女性アーティストになった。

## 作品

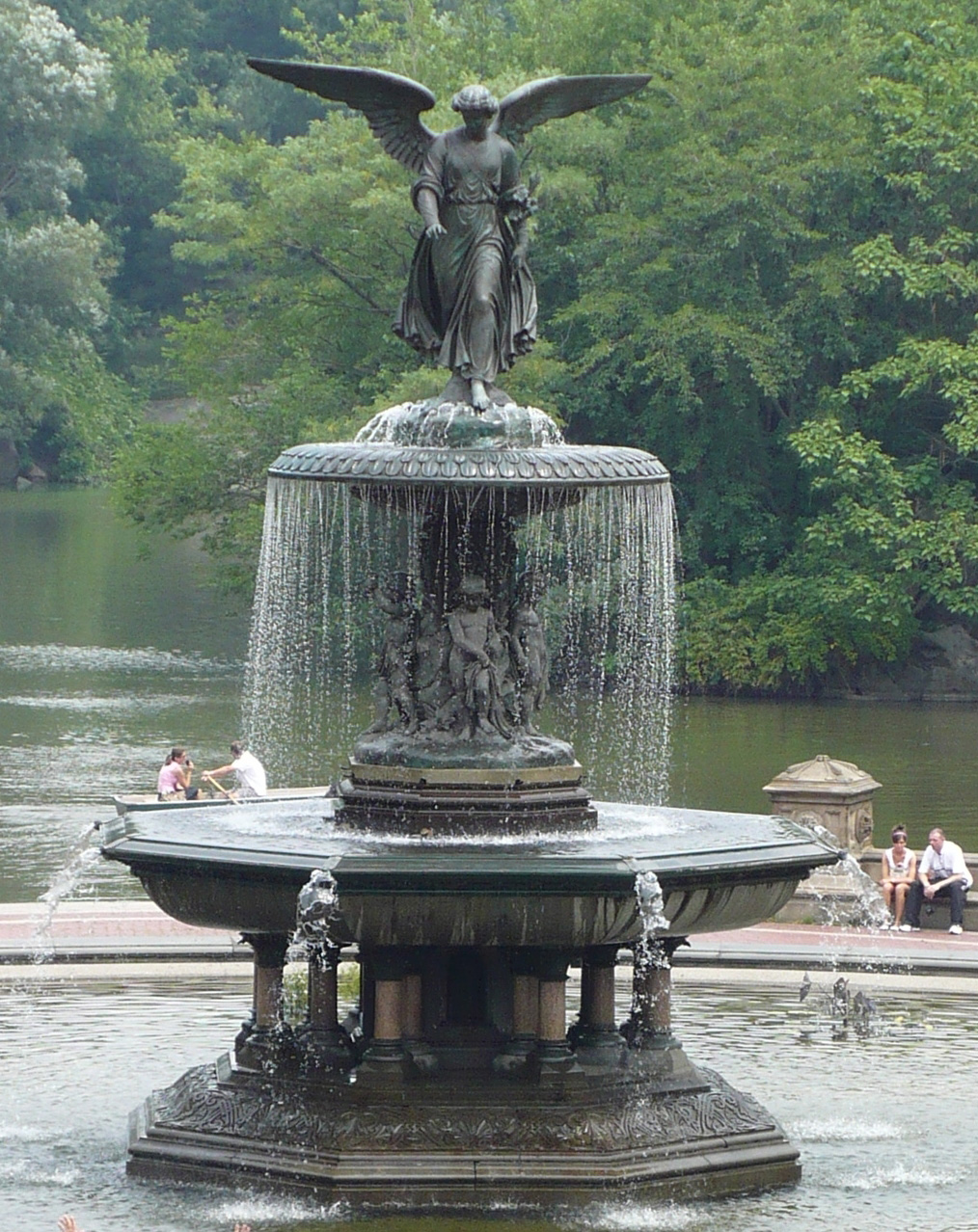
「ベテスダの泉」
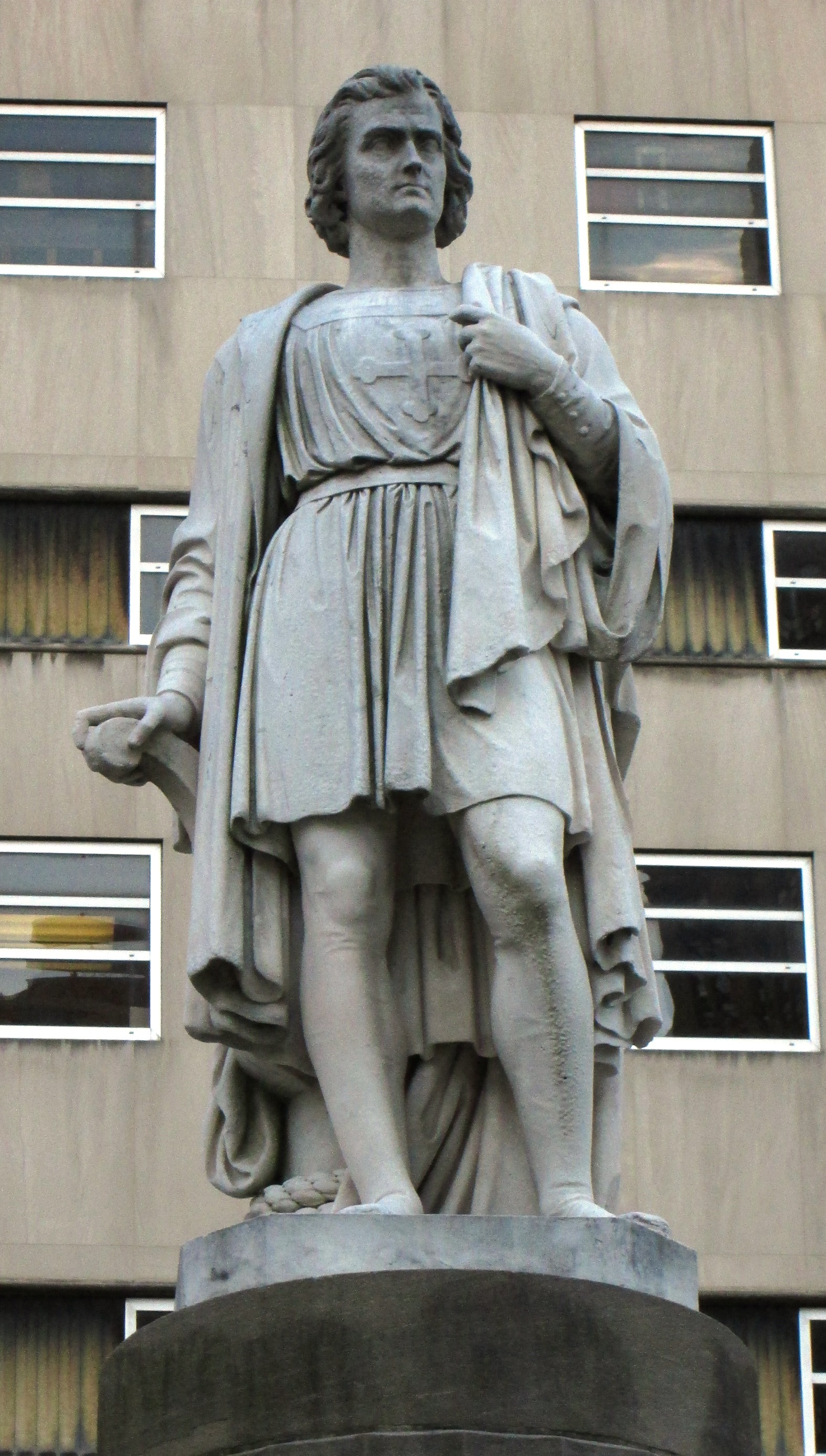
ニューヨークコロンバス公園のコロンブス像 (1867)
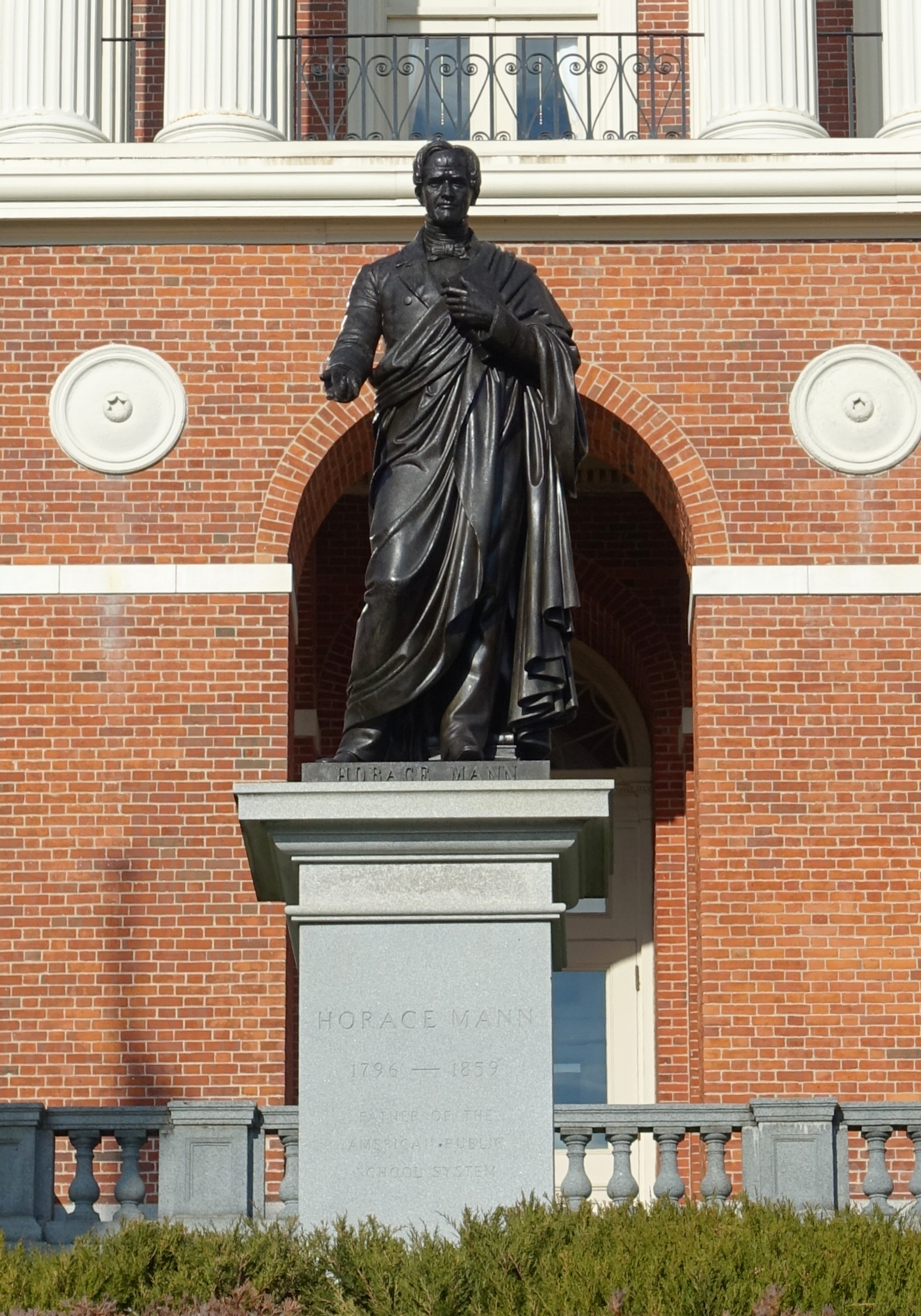
ホーレス・マン（奴隷制度廃止論者）
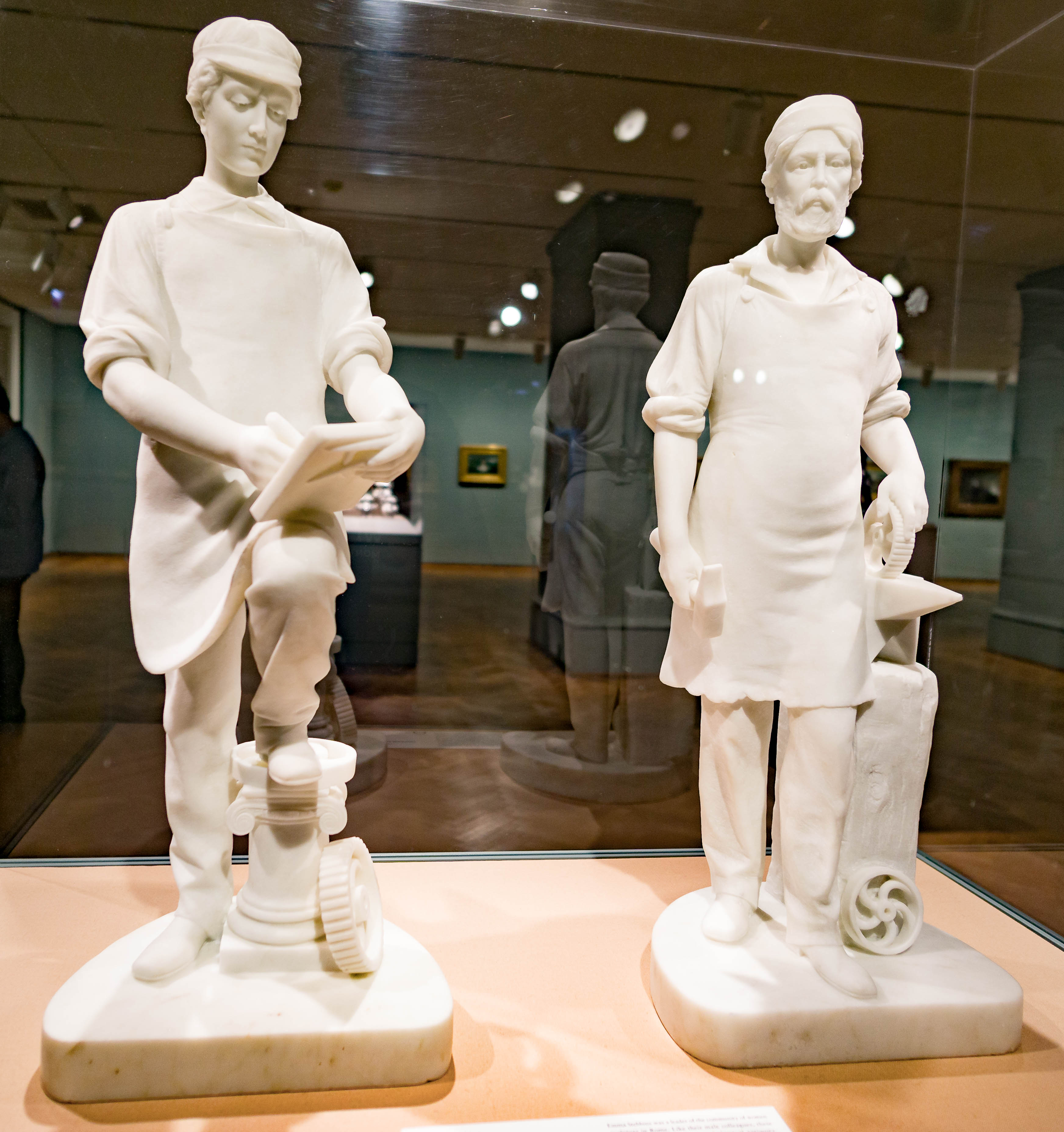
機械工と見習い